# Logis du Roy (Bourbon-l'Archambault)
Pour les articles homonymes, voir Logis du Roy.
Le Logis du Roy (Bourbon-l'Archambault) ne doit pas être confondu avec le Logis du Roi situé à Amiens dans la Somme.
Le logis du Roy est une maison située sur le territoire de la commune de Bourbon-l'Archambault, dans le département de l'Allier, en France.

## Localisation
La maison est située à Bourbon-l'Archambault, en centre-ville.

## Description
Le Logis du Roy est un établissement de bains - des thermes - avec toiture à la Mansard.

## Historique
Les « Bains » de Bourbon nous sont connus depuis les Romains, qui dédièrent ses eaux au dieu celte Borvo, dont le nom serait à l'origine du nom de la ville.
Au XIIIe siècle, les « Bains » comprenant un vaporium étaient très célèbres.
À l'époque moderne, le médecin Jean Aubéry, intendant des eaux minérales de France, les célébra en latin et en français, et Isaac Cottier, médecin parisien, publia en 1650 l'ouvrage De la Nature des bains de Bourbon et des abus qui se commettent ; la boisson de leurs eaux.
Le pavillon fut édifié par Gaston d'Orléans, frère cadet du roi Louis XIII. Cet établissement connut une certaine célébrité sous le règne de Louis XIV : la princesse de Conti, Madame de Sévigné et Madame de Montespan vinrent prendre les eaux à Bourbon. Madame de Montespan y fit planter les allées en amphithéâtre qui ont gardé son nom.
L'immeuble et les anciens thermes qui en dépendent sont protégés au titre des monuments historiques : classement par arrêté du 9 mars 1938.